# Suffasia attidiya
Suffasia attidiya là một loài nhện trong họ Zodariidae.
Loài này thuộc chi Suffasia. Suffasia attidiya được Benjamin & Rudy Jocqué miêu tả năm 2000.